# Daniele Legler
Daniele Claudio Legler (* 28. Januar 1950 in Bergamo, Italien; † 22. April 2022 in Italien) war ein Schweizer Schauspieler.

## Leben
Legler wurde 1950 im italienischen Bergamo geboren, woher auch seine Italienisch-Kenntnisse stammten; seine Muttersprache war jedoch Französisch. Er begann nach dem Abitur zunächst ein Studium der Wirtschaftswissenschaften. Von 1970 bis 1973 absolvierte er eine Schauspielausbildung an der Schauspielakademie Zürich.
Danach arbeitete er schwerpunktmässig als Theaterschauspieler. Er hatte Festengagements und Gastverträge am Stadttheater Trier (Spielzeit 1973/1974), am Theater Claque in Baden, Kanton Aargau (Spielzeit 1973/1974) und am Südostbayerischen Städtetheater in Landshut und Passau (1977–1979). Weitere Theaterengagements hatte er später in Stuttgart (1989; Stadthalle Stuttgart, in Leonce und Lena), am TAK Theater Liechtenstein in Schaan (Spielzeit 1989/1990; in Der kleine Prinz) und in München (1991; Reitschule, in Die Zoogeschichte, auch Regie).
Nach ersten kleineren Filmrollen Mitte und Ende der 1980er Jahre war Legler ab Anfang der 1990er Jahre regelmässig in deutschsprachigen Fernsehproduktionen, gelegentlich auch in Kinofilmen, zu sehen. In dem Kinofilm Die Apothekerin (1997) verkörperte er die Rolle des Gero, des liebevollen Ehemanns von Dorit Meissen, der besten Freundin der Apothekerin. Im Fernsehen wurde Legler aufgrund seines leicht fremdländischen Akzents häufig in Rollen mit südländischem oder exotischem Hintergrund eingesetzt.
Durchgehende Serienrollen hatte er als Dr. Reza Shirazi in der ARD-Fernsehserie Marienhof (1992–1993), in der Fernsehserie Die Partner (1992–1995) und in der ZDF-Serie Eine Liebe am Gardasee (2006). Darin spielte er den eleganten Hotelier Alexander Hofer, den Vater der weiblichen Hauptrolle Isabella (Jessica Boehrs).
Episodenrollen, häufig dabei Hauptrollen, in Fernsehserien hatte er unter anderem in Faust (1994), Die Kommissarin (1994), Peter Strohm (1996), SOKO 5113 (1997; als Drogenhändler Raoul Sternberg), Der Bulle von Tölz (2000; als Italiener Angelo Traghetto), SK Kölsch (2001; als Restaurant-Besitzer Toni Cavallo), Der Clown (2001; als Italiener Salvatore Di Pena) und in Alarm für Cobra 11 – Die Autobahnpolizei (2011; als gnadenloser Bauunternehmer Marcello Santi).
Im ZDF war Legler ausserdem 1999 in der Rosamunde Pilcher-Verfilmung Magie der Liebe zu sehen. In der ZDF-Fernsehserie Im Tal der wilden Rosen spielte er 2007 in dem Film Herz im Wind den kanadischen Rancher Walter Cross. In der ZDF-Fernsehreihe Kreuzfahrt ins Glück war er im Januar 2013 in der Folge Hochzeitsreise nach Sizilien als sizilianischer Brautvater Vitorio Donadelli zu sehen. Im April 2013 hatte er in dem ZDF-Fernsehfilm Ein Sommer in Amalfi die Rolle des Antonio. Er verkörperte den italienischen Stiefvater der weiblichen Hauptfigur, der Verlegerin Claudia Wesskampe.
Legler war weiters gelegentlich als Theaterregisseur tätig. Er arbeitete intensiv als Schauspieldozent und Schauspielcoach bei den „Michael Tschechow-Acting-Workshops“.
Legler lebte mehrere Jahre in München; er wurde gelegentlich als „Wahlmünchner“ bezeichnet. Er starb im April 2022.

## Filmographie (Auswahl)
- 1985: Eines Freundes guter Traum
- 1989: Lockvögel
- 1990: Tatort – Howalds Fall
- 1992: Tatort – Der Mörder und der Prinz
- 1992–1993: Marienhof
- 1992–1995: Die Partner (Fernsehserie)
- 1994: Faust
- 1994: Die Kommissarin
- 1994: Tod im seichten Wasser (Halál sekély vízben)
- 1996: Peter Strohm
- 1997: SOKO 5113
- 1997: Die Apothekerin
- 1998: Rosamunde Pilcher – Magie der Liebe
- 2000: Der Bulle von Tölz: Eine tödliche Affäre
- 2001: SK Kölsch
- 2001: Der Clown
- 2007: Im Tal der wilden Rosen: Herz im Wind
- 2011: Liebe ohne Minze
- 2011: Alarm für Cobra 11 – Die Autobahnpolizei
- 2013: Kreuzfahrt ins Glück – Hochzeitsreise nach Sizilien
- 2013: Ein Sommer in Amalfi